# 크비진성

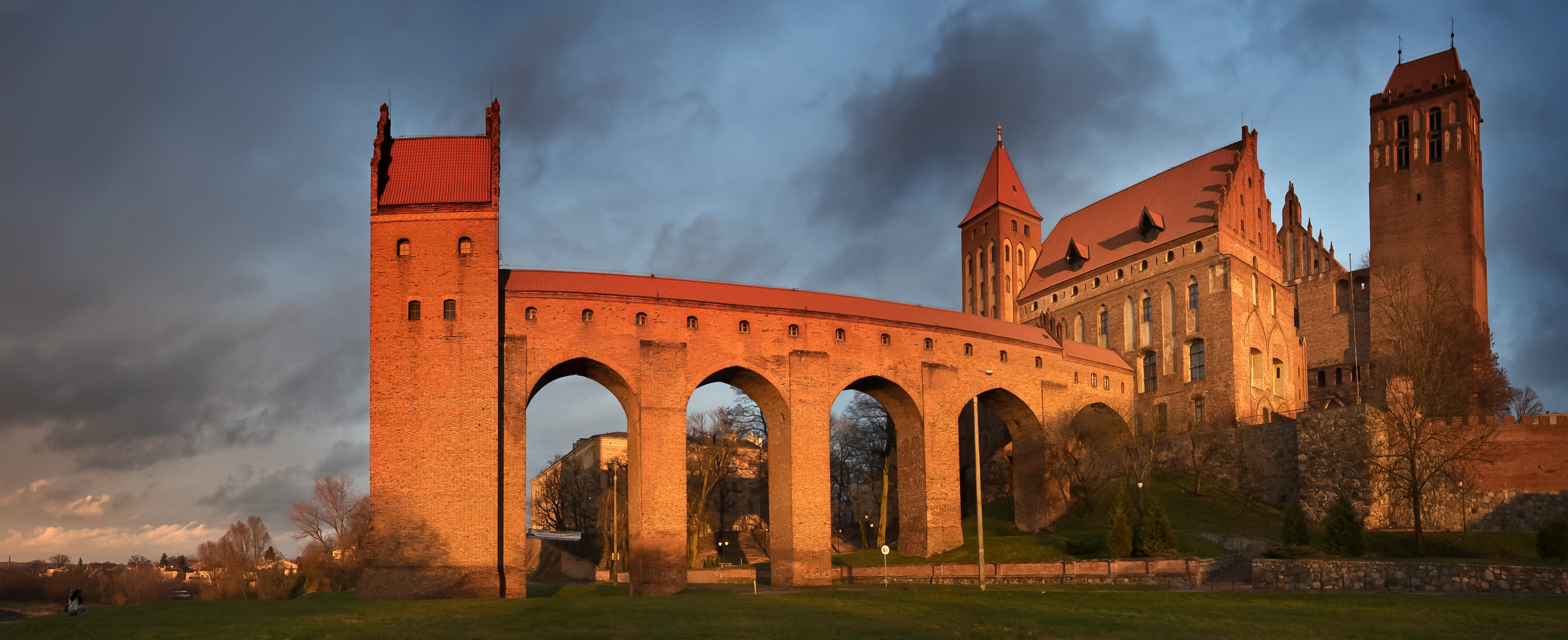
크비진성

크비진성(폴란드어: Zamek w Kwidzynie)은 폴란드 포모제주 크비진군 크비진에 있는 벽돌 고딕 양식의 성이다. 이 성은 튜턴 기사단의 고딕 양식의 성을 모델로 만들어졌다.